# 天城山荘
天城山荘（あまぎさんそう）は、静岡県伊豆市にあるチャペルを併設した宿泊・研修施設である。日本バプテスト連盟が所有していたが2022年に売却され、2023年1月に日本オリベットアッセンブリー教団によって「天城センター」と改称された。

## 概要
1954年に、在日米軍婦人部のバプテストのキリスト者と米国南部バプテスト連盟加盟教会の献金により建てられる。学校・教会・教会関係者によく利用されていたが、コロナ禍の2021年4月に休館した。
天城山荘の売却が2022年6月23日の日本バプテスト連盟臨時総会で決議され、同年7月20日に大阪市の不動産会社と売買契約が締結された。9月30日に所有権移転と引き渡しが行われ、同連盟の天城山荘委員会関係者らが必要な作業を進めた。
同年12月にDeoworks株式会社の所有となり、同社から貸与された日本オリベットアッセンブリー教団が、本部事務所を小山町から当地に移設した。2023年1月、同教団が「天城センター」と改称し、アジア宣教の拠点として再スタートすることになり、同教団などによって使用されている。

## 施設
4つのチャペルがあり、大チャペルは400名、2号館チャペルは200名収容である。宿泊施設は洋室タイプ23室、和室タイプ49室、計72室ある。総収容人数は330名（最大400名）で、日本国内のキリスト教施設の中で最大規模である。体育館、グラウンドもある。大チャペルや食堂を主要とする施設群は天野吉原設計事務所（担当:吉原正）の設計による。